# Врождённая эндотелиальная дистрофия роговицы, тип 1
Врождённая эндотелиальная дистрофия роговицы, тип 1 - редкая форма дистрофии роговой оболочки человека. Наследуется по аутосомно-доминантному пути, в отличие от второго типа эндотелиальной врождённой дистрофии. Выявлена ассоциация с хромосомным локусом 20p11.2-q11.2. Несмотря на то, что патология присутствует с рождения, развитие глаза нарушено слабо либо вообще не затронуто и пересадка роговицы, даже выполненная годы спустя, позволяет значительно улучшить зрение.